# Штукель, Леон
Ле́он Шту́кель (словен. Leon Štukelj; 12 ноября 1898, Ново-Место, Австро-Венгрия — 8 ноября 1999, Марибор, Словения) — югославский гимнаст, единственный представитель Югославии, ставший трёхкратным олимпийским чемпионом, пятикратный чемпион мира.

## Биография
Впервые отобрался на чемпионат мира по гимнастике в 1922 году, по итогам чемпионата стал трёхкратным чемпионом, выиграв золотые медали в упражнениях на кольцах, на перекладине и на брусьях.
В 1924 году на Олимпийских играх в Париже Штукель выиграл две золотые награды, став лучшим в абсолютном первенстве, а также в упражнениях на перекладине.
На чемпионате мира 1926 года Леон выиграл ещё две золотые награды, тем самым, став пятикратным чемпионом мира.
В 1928 году на Олимпиаде в Амстердаме выигрывает золото в упражнениях на кольцах, также выигрывает две бронзовые награды в абсолютном первенстве и в составе сборной команды Югославии в командном первенстве.
На Олимпийских играх 1932 года в связи с дороговизной перелёта в США, олимпийская сборная Югославии была представлена лишь одним атлетом — дискоболом Велько Наранчичем, который добирался на игры за счёт собственных средств.
К играм Олимпиады 1936 года Штукель подошёл в 38-летнем возрасте, однако это не помешало ему выиграть шестую для себя, на этот раз серебряную олимпийскую награду в упражнениях на кольцах. По завершении игр атлет ушёл из большого спорта.

### После завершения спортивной карьеры
Завершив карьеру спортсмена, Леон Штукель ушёл в юриспруденцию (юридическое образование было им получено ещё в 1927 году), став работать судьёй сначала в родном городе Ново-Месте, позже перебравшись в Марибор. После окончания Второй мировой войны Штукель не поддержал социалистический режим Югославии, за что на некоторое время был заключён в тюрьму, однако быстро выпущен. Потеряв все юридические чины, до ухода на пенсию работал помощником юриста.
В 1996 году принял участие в церемонии открытия летних Олимпийских игр в Атланте, как самый старый живущий олимпийский чемпион. Помимо этого, участвовал в церемониях награждения гимнастов на играх. В 1997 году был включён в Международный зал гимнастической славы. В 1998 году его 100-летний юбилей был главным национальным праздником Словении. Умер выдающийся спортсмен в 1999 году, не дожив 4 дней до своего 101-летия.
Включён в Зал славы словенских спортсменов.